# Carville, Calvados
Carville là một xã ở tỉnh Calvados, thuộc vùng Normandie ở tây bắc nước Pháp.
Theo thống kê vào năm 2007, dân số của Carville là 343 người. Diện tích 10,43 km² và có mật độ dân số 32,89 người/km².